# قائمة شخصيات أبطال التايتنز إنطلقوا!

شعار المسلسل باللغة الإنجليزية

هذه قائمة الشخصيات التي تظهر في أبطال التايتنز

## أبطال التايتنز

### بيست بوي
- الصوت: غريغ سايبس
عبدو حكيم (العربية)

يظهر بيست بوي في أبطال التايتنز إنطلقوا! في نسخة تشيبي لنفس بيست بوي الذي يظهر في مسلسل الرسوم المتحركة مراهقو التايتنز.
بيست بوي هو ولد صغير مسمى من قوى تحوله من إنسان إلى حيوان; إنه يرتدي زي دوم باترول أسود أرجواني، له أذنان وجلد أخضر.

### رايفن
- الصوت: تارا سترونغ
نسرين مسعود (نسخة إم بي سي 3)
ميرنا الحسيني (نسخة كرتون نتورك بالعربية)

تظهر رايفن في أبطال التايتنز إنطلقوا! في نسخة تشيبي لنفس رايفن التي تظهر في مسلسل الرسوم المتحركة مراهقو التايتنز.

### سايبورغ
- الصوت: خاري بايتون
زياد منذر (العربية)

يظهر سايبورغ في أبطال التايتنز إنطلقوا! في نسخة تشيبي لنفس سايبورغ الذي يظهر في مسلسل الرسوم المتحركة[مراهقو التايتنز.

### روبن
الصوت: سكوت منفيل
خليل الحاج علي (نسخة إم بي سي 3 والصوت الأول في نسخة كرتون نتورك بالعربية)
حسن مهدي (الصوت الثاني في نسخة كرتون نتورك بالعربية)
يظهر روبن في أبطال التايتنز إنطلقوا! في نسخة تشيبي لنفس روبن الذي يظهر في مسلسل الرسوم المتحركة مراهقو التايتنز.

### ستارفاير
- الصوت: هيندين والش
ندى نصر (العربية)

تظهر ستارفاير في أبطال التايتنز إنطلقوا! في نسخة تشيبي لنفس سايبورغ الذي يظهر في مسلسل الرسوم المتحركة مراهقو التايتنز.

## الأشرار

### بروذر بلود
- الصوت: جون ديماغيو
- الصوت العربي فادي الرفاعي

### دكتور لايت
- الصوت: سعد حمدان (نسخة إم بي سي 3)

فادي الرفاعي (نسخة كرتون نتورك بالعربية)

### غيزمو
- الصوت: لورن توم
ريتشارد ياني (نسخة إم بي سي 3)

جيهان الملا (نسخة كرتون نتورك بالعربية)

### جينكس
- الصوت: لورن توم
جيهان الملا (نسخة إم بي سي 3)

ألين سعادة (نسخة كرتون نتورك بالعربية)

### ماموث
- الصوت العربي: فادي الرفاعي

### سي مور
الصوت العربي: ريتشارد يني (نسخة إم بي سي 3)
الصوت العربي: إبراهيم ماضي (نسخة كرتون نتورك بالعربية)

### بيلي
الصوت العربي: شربل أيوب (نسخة mbc3)
الصوت العربي: إبراهيم ماضي (نسخة كرتون نتورك بالعربية)

### كنترول فريك
الصوت العربي: رودي قليعاني (نسخة mbc3)
الصوت العربي: ابراهيم ماضي (نسخة كرتون نتورك بالعربية)

### ترايغون
- الصوت: كيفن مايكل ريتشاردسون
فادي الرفاعي (نسخة إم بي سي 3)

جورج دياب (نسخة كرتون نتورك بالعربية)
ترايغون هو شيطان مجرات حاقد ووالد رايفن البيولوجي. إنه أيضاً شرير رئيسي في مراهقو التايتنز ليظهر في أبطال التايتنز إنطلقوا!.
في «بابا الأعز لرايفن» (سميت بدلاً من ذلك «الوالد»)، يصل إلى الأرض لزيارة رايفن، على الرغم من أن الأخبار تجعلها عصبية جداً. تلعب دور الرقم الأبوي في كوميديا الموقف، كاملة مع مسارات الضحك وسترة السترة، فاز تدريجياً على أعضاء الفريق عن طريق هجوم سحر; بعد إغواء كل واحد منهم مع صلاحيات خاصة من سحره. التايتنز مقتنعون أن ترايغون ليس سيئاً كما تعتقد رايفن ويشجعونها على اتخاذ نصيحة حياته. مجهول لهم، بأية حال، خطط ترايغون للانطوائها اعتناق السحر المظلم التي كانت ولادتها مما يجعلها شيطان كامل، المرحلة النهائية والتي تشمل رايفن تقتل كل أصدقائها لأنهم يتوسلون للرحمة. الدعوة القريبة تطالب تغيير فوري من القلب، ويحرض معركة قصيرة بين ترايغون والتايتنز; رايفن ثم ينتقل ترايغون إلى بعده الخاص، على الرغم من أنها تتوقع منه أن يعود في عيد الشكر.

### براين
الصوت العربي: جيل يوسف (نسخة mbc3)
الصوت العربي: ابراهيم ماضي (نسخة كرتون نتورك بالعربية)

### إد
- ممثل الصوت: جيف بينيت
سعد حمدان (نسخة إم بي سي 3)

حسن المصري (نسخة كرتون نتورك بالعربية)

### كتن
ممثلة الصوت: تارا سترونغ
الصوت العربي: جيهان الملا

### بائع الدمى
ممثل الصوت: غريغ سايبس
الصوت العربي: ريتشارد يني

### فليكس
ممثل الصوت: توم كيني
الصوت العربي: فادي الرفاعي

## التؤمان العجيبان

### جينا
ممثلة الصوت: تارا سترونغ
الصوت العربي: رنا الرفاعي

### زان
ممثل الصوت: خاري بايتون
الصوت العربي: حسن المصري

## شخصيات أخرى

### شبح الاريكة
ممثل الصوت: خاري بايتون
الصوت العربي: حسن المصري (الصوت الأول)
الصوت العربي: ريتشارد يني (الصوت الثاني)

### شبح جهاز المشي
الصوت العربي: ريتشارد يني

### روبوت الالم
الصوت العربي: جيل يوسف (نسخة mbc3)
الصوت العربي: زينة ظاهر (نسخة كرتون نتورك بالعربية) (الصوت الأول)
الصوت العربي: فادي الرفاعي (الصوت الثاني)

### فتى تسليم البيتزا
الصوت العربي: حسن المصري

### عصا روبن السحرية
ممثل الصوت: خاري بايتون
الصوت العربي: حسن المصري